# Бартлинский (герб)

Бартлинский (пол. Bartliński) — польский дворянский герб.

## Происхождение
Согласно описанию Северина Уруского, герб принадлежал немецкому роду Вальбах фон Валенбах (Walbach von Walenbach), осевшему в Пруссии и взявшему фамилию по названию своего имения (пол. Bartolino, нем. Bartlin). 

## Описание
В поле синем, на пне о двух сучках, сова чёрная с поднятыми крыльями. Над шлемом корона.
Оригинальный текст (пол.) W polu błękitnem, na pieńku o dwuch sękach, sowa czarna z wzniesionemi skrzydłami. Nad hełmem korona.
— Juliusz Ostrowski: Księga herbowa rodów polskich, T.2

## Роды — носители герба
Bartliński, Obiecanowski, Walbach.